# Allershausen
Allershausen ist eine Gemeinde und ein Dorf im oberbayerischen Landkreis Freising.

## Geografie

### Lage
Allershausen liegt nördlich der Münchner Schotterebene an der Mündung der Glonn in die Amper. Links der Amper befindet sich der Allershausener Weiher. Im Westen durchquert die Autobahn A 9 das Gemeindegebiet.
Der befindet sich auf der linken Amperseite am nördlichen Rand der Münchner Schotterebene.

### Nachbargemeinden
Folgende Gemeinden grenzen an die Gemeinde Allershausen (im Uhrzeigersinn beginnend im Norden): Paunzhausen (Lkrs. Freising), Schweitenkirchen (Lkrs. Pfaffenhofen/Ilm), Kirchdorf an der Amper (Lkrs. Freising), Kranzberg (Lkrs. Freising) und Hohenkammer (Lkrs. Freising).

### Gemeindegliederung
Es gibt 14 Gemeindeteile (in Klammern ist der Siedlungstyp angegeben):
- Aiterbach (Kirchdorf)
- Allershausen (Pfarrdorf)
- Eggenberg (Weiler)
- Göttschlag (Dorf)
- Höckhof (Einöde)
- Kreuth (Weiler)
- Laimbach (Dorf)
- Leonhardsbuch (Kirchdorf)
- Oberallershausen (Pfarrdorf)
- Oberkienberg (Weiler)
- Reckmühle (Einöde)
- Schroßlach (Weiler)
- Tünzhausen (Kirchdorf)
- Unterkienberg (Kirchdorf)

Es gibt die Gemarkungen Aiterbach, Allershausen und Tünzhausen.

## Geschichte

### Bis zum 19. Jahrhundert

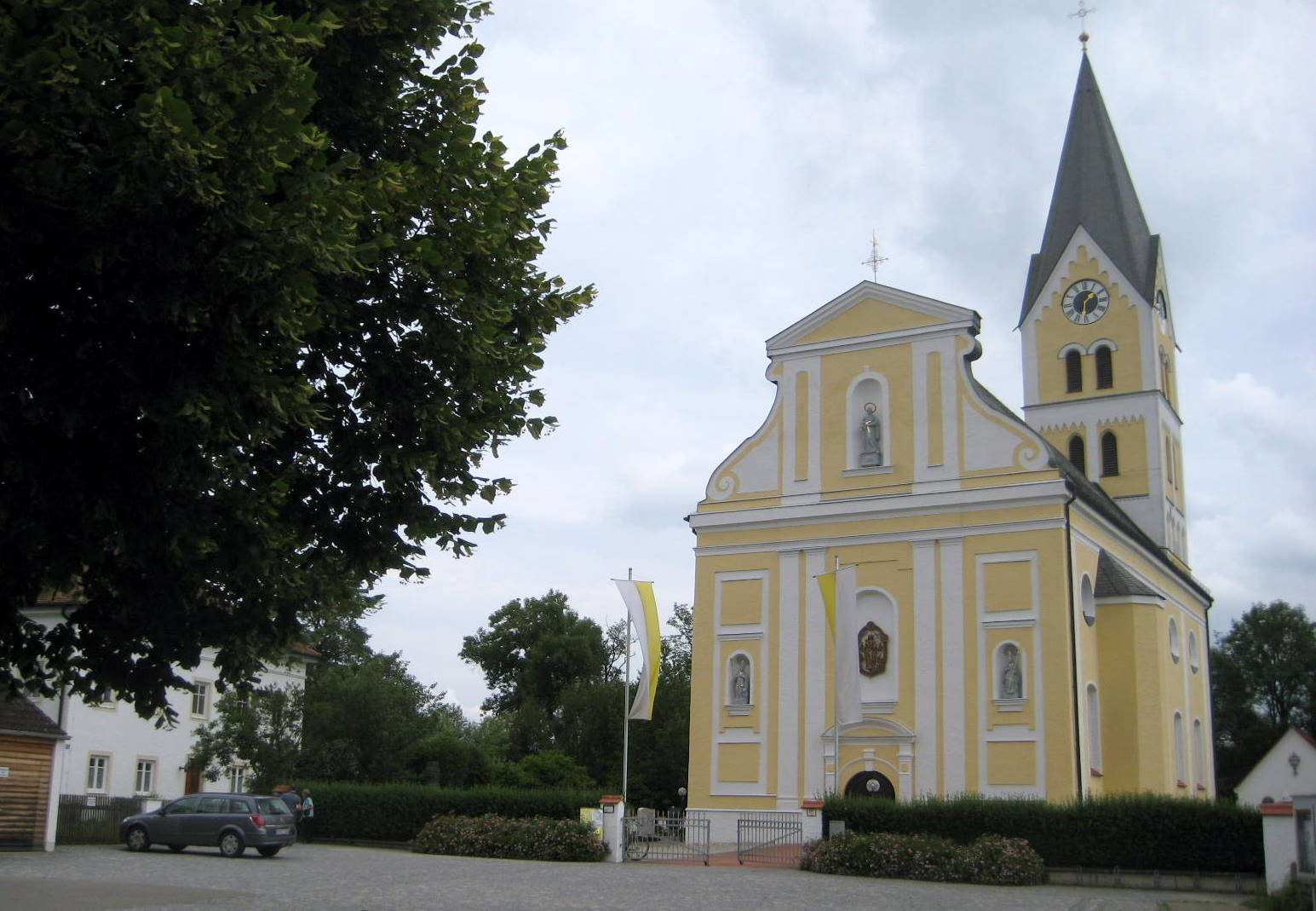
Katholische Pfarrkirche St. Joseph

Archäologische Funde lassen sich auf 2000 v. Chr. datieren und bestätigen, dass die Gemeinde zu einem uralten Siedlungsgebiet gehört.
Die Kelten besiedelten etwa 500 v. Chr. das Gebiet und gaben den beiden Flüssen Amper (Amba) und Glonn (Clana) ihre Namen.
Die Römer besetzten 15 n. Chr. das Gebiet ohne Widerstand der Noriker, des Keltenstammes, der zu dieser Zeit dort siedelte. 450 Jahre später drangen die germanischen Stämme in das Gebiet vor und zwangen die Römer zum Rückzug. Der Stamm der Bajuwaren teilte sich das Gebiet mit den verbliebenen Kelten. Die vielen Orte im Landkreis mit -ing und -hausen im Namen zeigen, dass die Siedlungsgründungen vor und während der Landnahme der Bajuwaren erfolgt sind.
Schriftlich erwähnt wurde der Ort erstmals im Jahr 814 in einer urkundlichen Niederschrift als „Adalhareshusum“, eine Zusammenziehung des Personennamens Adalhar mit dem Bestimmungswort hûs, was „bei den Häusern des Adalhar“ heißt. Adalhar bedeutet so viel wie edler Krieger Weitere Erwähnungen erfolgten 822 als „Adlahareshusir“ und etwa 1140 als Adlhershusen. Der heutige Ortsname ist seit 1466 belegt.
Da der Ort seit 1190 an das Prämonstratenserkloster Neustift bei Freising geschenkt worden war, enthält das Gemeindewappen die Neustifter Schlüssel. In einer schweren Zeit am Ende des 18. Jahrhunderts ließ Abt Joseph von Neustift die Pfarrkirche neu erbauen.

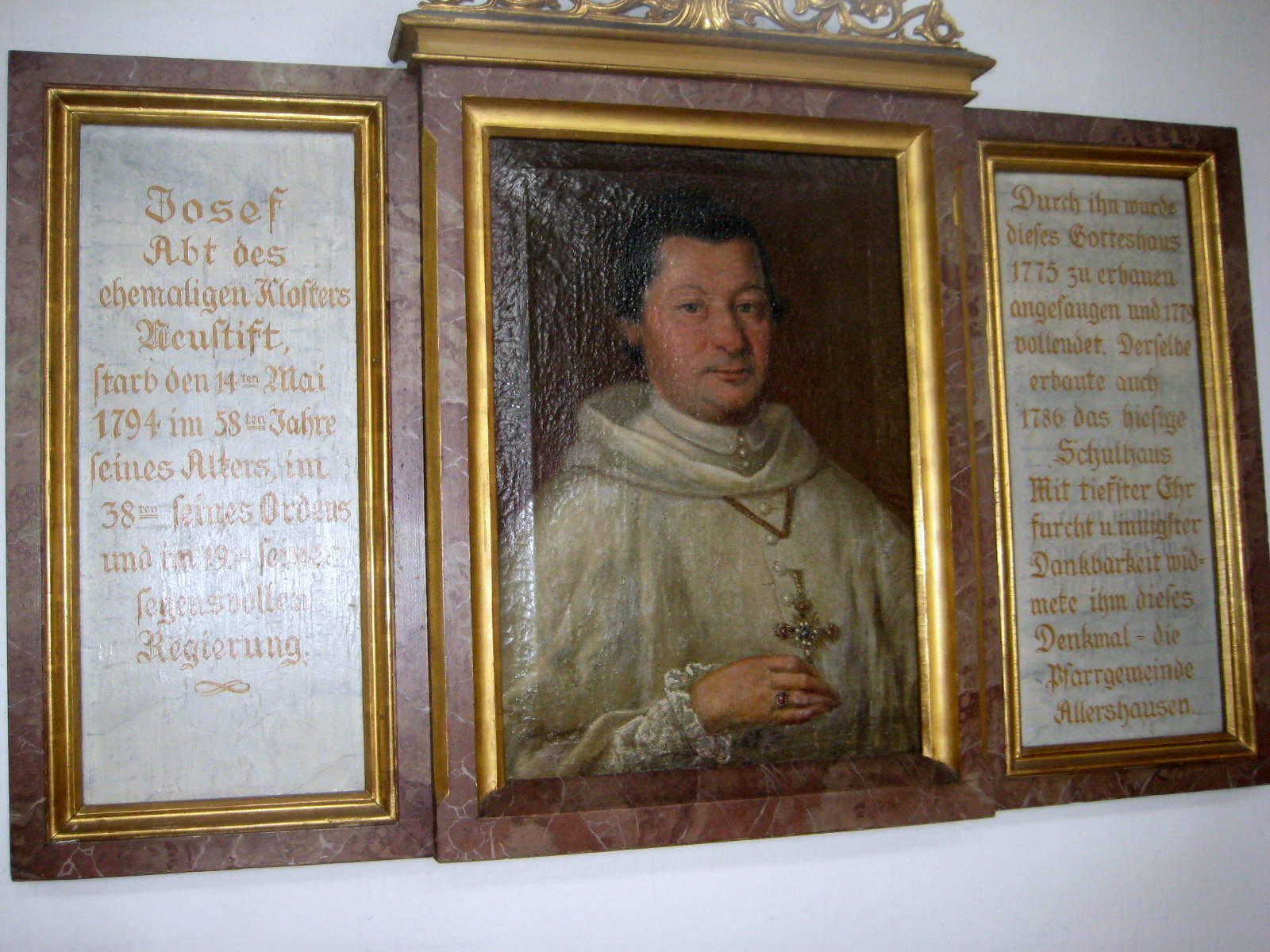
Gedenktafel für den Erbauer der Pfarrkirche, Abt Joseph von Neustift

Sie wurde am 4. Oktober 1783 mit dem Patronat des heiligen Josef geweiht. 1872 wurde der Turm auf 64 Meter erhöht und das Kirchenschiff 1892 um zehn Meter nach Westen verlängert. Der sogenannte „Dom des Ampertales“ wurde vor der 200-Jahr-Feier im Jahre 1983 gründlich renoviert.
Allershausen gehörte zum Rentamt München und zum Landgericht Kranzberg des Kurfürstentums Bayern. Durch ein Edikt des bayerischen Königs von 1808/1818 siedelten sich hauptsächlich protestantische Einwanderer aus der bayerischen Pfalz an. Sie bauten 1835 im Ortsteil Oberallershausen eine evangelische Kirche und gründeten eine der ersten protestantischen Gemeinden in Altbayern.

### Eingemeindungen
Im Zuge der kommunalen Neuordnung Bayerns wurde am 1. April 1971 die Gemeinde Aiterbach nach Allershausen eingemeindet. Am 1. Januar 1972 kamen die Gemeindeteile Göttschlag, Kreuth und Tünzhausen der aufgelösten Gemeinde Tünzhausen sowie der Gemeindeteil Oberkienberg der aufgelösten Gemeinde Schlipps hinzu.

### Einwohnerentwicklung
Zwischen 1988 und 2018 wuchs die Gemeinde von 3756 auf 5847 um 2091 Einwohner bzw. um 55,7 %.

## Politik

### Gemeinderat
Die Kommunalwahlen 2002, 2008, 2014 und  2020 führten zu den folgenden Sitzverteilungen im Gemeinderat. Seit Mai 2020 gehören dem Gemeinderat drei Parteien und Gruppierungen an:
| Partei / Wählergruppe          | 2002 | 2008 | 2014 | 2020 |
| CSU                            | 6    | 6    | 7    | 8    |
| SPD                            | 2    | 1    | 2    | 3    |
| Parteifreie Wähler             | 6    | 9    | 11   | 9    |
| Unabhängige Wählergemeinschaft | 2    | -    | -    | -    |
| Gesamt                         | 16   | 16   | 20   | 20   |

Nach Prozenten wurde folgendermaßen abgestimmt:
| Partei / Wählergruppe          | 2002 | 2008 | 2014 | 2020 |
| CSU                            | 36,8 | 34,1 | 35,2 | 40,2 |
| SPD                            | 11,8 | 10,5 | 12,3 | 16,4 |
| Parteifreie Wähler             | 39,7 | 55,4 | 52,5 | 43,4 |
| Unabhängige Wählergemeinschaft | 11,7 | -    | -    | -    |

### Bürgermeister
Erster Bürgermeister ist Martin Vaas (PFW), seine Stellvertreter sind Manuel Mück (CSU) und Josef Lerchl (SPD). Vaas ist seit 1. Mai 2020 im Amt. Sein Vorgänger war Rupert Popp, der nicht mehr zur Wahl kandidierte.

### Wappen
| | Blasonierung: „In Rot über einem dem unteren Schildrand folgenden goldenen Seil ein doppelbärtiger, silberner Schlüssel.“ |
| Wappenbegründung: Das goldene Seil erinnert an eine rechtshistorische Besonderheit aus der frühen Geschichte der Gemeinde. Allershausen wird in einer Urkunde aus dem Jahr 827 in Verbindung mit einer Güterübertragung an den Dom von Freising genannt, die symbolisch durch die Übergabe eines Glockenseils vollzogen wurde. Der silberne doppelbärtige Schlüssel im roten Feld entspricht dem Wappen der Prämonstratenserabtei Neustift in Freising; der Doppelschlüssel weist auf die Klosterpatrone Peter und Paul hin. Allershausen stand seit dem 12. Jahrhundert in enger Verbindung zu diesem Kloster, das bis zur Säkularisation 1803 der wichtigste Grundherr im Gemeindegebiet war. | |

## Kultur und Sport

### Bauwerke
- Pfarrkirche St. Joseph

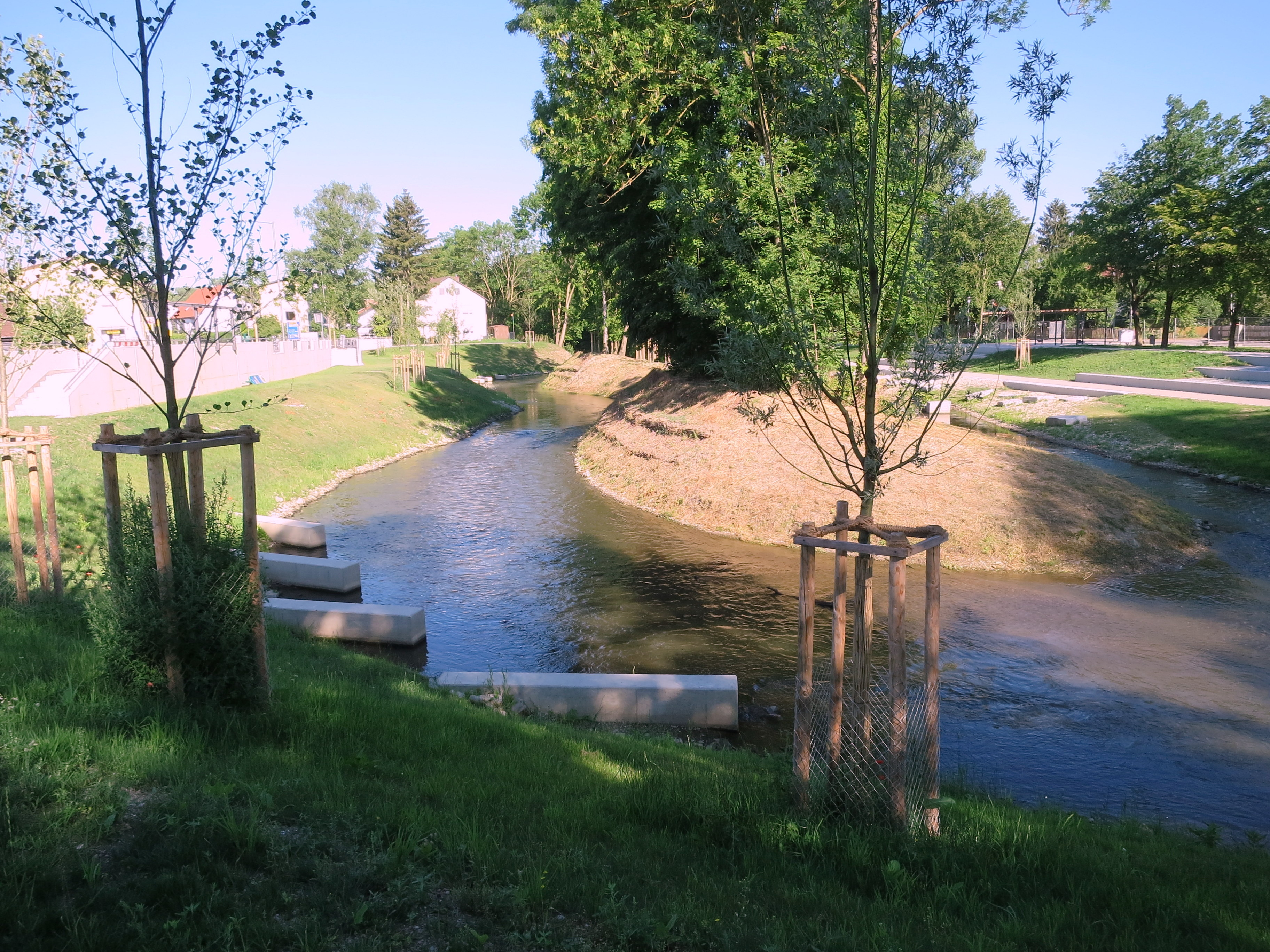
Die 2017 fertiggestellte Glonnanlage als neue Dorfmitte

- Filialkirche St. Brictius (Aiterbach)
- Kalvarienberg (Aiterbach)
- Schloss Aiterbach (Aiterbach)
- Kriegerdenkmal (Allershausen)
- Filialkirche St. Peter und Paul (Tünzhausen)
- Filialkirche St. Peter und Paul (Unterkienberg)

### Brauchtum
- Leonhardiritt nach Leonhardsbuch
- Volksfest Allershausen (jedes Jahr am letzten Juliwochenende); eine gemeinsame Veranstaltung des TSV und des Schützenverein Diana Allershausen e. V.
- Tanz in den Mai des Katholischen Burschenvereins Allershausen

### Sport
Der Squashverein SRC Allershausen spielte mehrere Jahre in der 2. Bundesliga.
Der Schützenverein Diana Allershausen e. V. hat ca. 200 Mitglieder.
Der TSV Allershausen hat mit seiner Fußballabteilung die größte Abteilung, hinzu kommen Sportarten wie Tennis, Tanzen und Ski alpin.

## Wirtschaft und Infrastruktur

### Wirtschaft einschließlich Land- und Forstwirtschaft
2021 gab es in der Gemeinde 2250 sozialversicherungspflichtige Arbeitsplätze. Von der Wohnbevölkerung standen 2847 Personen in einem versicherungspflichtigen Beschäftigungsverhältnis. Damit war die Zahl der Auspendler um 597 Personen größer als die der Einpendler. 74 Einwohner waren arbeitslos. 2020 gab es 49 landwirtschaftliche Betriebe.
Die Nähe der Autobahn A 9 begünstigt die Gewerbeansiedlung.

### Verkehr
Allershausen hat unmittelbar am westlichen Ortsrand eine Anschlussstelle zur Bundesautobahn 9 (München–Nürnberg–Berlin). Nach Freising führt die Staatsstraße 2084. Eine ÖPNV-Anbindung besteht mit den MVV-Buslinien 616 und 619 nach Freising und nach Hohenkammer. Die Linie 695 verbindet Allershausen mit Eching und dem U-Bahnhof Garching-Hochbrück der U-Bahn München.

### Bildung
- In der Gemeinde gibt es (Stand 1. März 2022) sieben Kindertageseinrichtungen mit insgesamt 371 Plätzen und 310 betreuten Kindern, darunter 55 Kinder unter drei Jahren und 82 Kindern mit sechs Jahren und älter.
- In der Grundschule Allershausen werden 225 Schüler von 13 Lehrern unterrichtet (Schuljahr 2022/23).[7]
- An der Mittelschule Allershausen unterrichteten 15 Lehrer 181 Schüler (Schuljahr 2022/23).[8]

## Persönlichkeiten

### Ehrenbürger
Bislang wurden mindestens vier Personen zu Ehrenbürgern von Allershausen ernannt. Es sind jedoch nicht alle Protokolle der Gemeinderatssitzungen erhalten.
- ca. 1890: Franz Galitz (* 27. Januar 1833 in Huglfing; † 6. Juni 1907 in Münsing), Lehrer[9]
- vor 1921: Dominikus Käser, Pfarrer (* 9. Juni 1843 in Rumersham, Gemeinde Obing; † 26. Juli 1920 in Allershausen)[10]
- 30. Juli 1950: Magdalena Fürholzer, Lehrerin (* 27. Juli 1885 in Regen; † 6. März 1965 in Allershausen)[11]
- 13. April 1986: Johann Oswald, Geistlicher Rat (* 5. April 1910 in Allershausen; † 10. Juli 2004)[12]

Nach Franz Galitz und Dominikus Käser ist jeweils eine Straße und nach Johann Oswald ein Weg in Allershausen benannt.

### Söhne und Töchter der Gemeinde
- Sebastian Mutschelle (1749–1800), Theologe
- Anton Lamprecht (1901–1984), Maler
- Gerhard Abstreiter (* 1946), Halbleiterphysiker
- Thomas Hagn (* 1995), Fußballspieler
- Timon Obermeier (* 2003), Fußballspieler

### Persönlichkeiten die vor Ort wirkten
- Johann Martin Manl (1766–1835), Bischof von Speyer und von Eichstätt, war 1810/11 Pfarrer von Allershausen.